# عساف بن سالم أبو ثنين
عساف بن سالم بن فيصل أبو ثنين عضو في مجلس الشورى السعودي من عام 1434هـ (2013م)، وكان قبل ذلك مستشاراً خاصاً للملك سلمان بن عبد العزيز آل سعود حين كان أميراً لمنطقة الرياض.

## التعليم
- حاصل على درجة البكالوريوس في الجغرافيا من جامعة الملك سعود عام 1401هـ.

## العمل
- عضو البرلمان العربي
- عضو مجلس الشورى من عام 2013م.[5]    ( ثلاث دورات )
- عمل مستتشاراً خاصاً للملك سلمان بن عبد العزيز آل سعود حين كان أميراً لمنطقة الرياض من عام 1433هـ.
- عمل مديراً عاماً للمكتب الخاص للملك سلمان بن عبد العزيز آل سعود حين كان أميراً لمنطقة الرياض من عام 1426هـ. (م15).[6][7]
- عمل في إمارة الرياض منذ عام 1403هـ.[8]

## الجوائز
- حاصل على وسام الملك عبد العزيز من الدرجة الأولى.
- حاصل على وسام الملك عبد العزيز من الدرجة الثالثة .